# Заповідь
За́повідь — релігійно-моральний припис. Заповіді, дані Богом, складають основу монотеїстичних релігій. Зазвичай це коротке повчання у вигляді викладу основних тез, але в юдаїзмі, наприклад, зведення обов'язкових правил настільки розрослося, що слово «талмуд» навіть стало прозивним, позначаючи звід різнобічних вказівок, яким проблематично слідувати. Можна вважати їх моральними радами.

## Старий Завіт
- 613 заповідей
- Десять заповідей

## Новий Завіт
- Заповіді блаженства
- Заповіді любові

## Коран
- П'ять стовпів ісламу

## Буддизм
- Чотири Шляхетні Істини
- Десять дій
- Десять обітів бодхисаттви

## Церковні заповіді
- Церковні заповіді